# Архив
Архи́в (лат. archivum — от греч. άρχεϊον — «присутственное место») — 1) учреждение или структурное подразделение организации, осуществляющее хранение, комплектование, учёт и использование архивных документов; 2) собрание письменных памятников (рукописей, писем и т. п.), относящихся к деятельности какого-нибудь учреждения или лица.

## История
Архивы были известны всем народам, достигавшим известной цивилизации.
Во дворце Ашшурбанипала разобраны клинописи, содержащие законы, судебные приговоры, царские повеления и пр. документы Ассирийского царства.
Эзра свидетельствовал уже об архивах Мидии и Вавилонии. Тертуллиан упоминает об архивах финикиян.
Греческие историки были знакомы с архивами Египта.
Архив евреев, помещавшийся в храме Соломона, сгорел вместе с храмом при взятии Иерусалима римлянами, в правление императора Тита.
В Афинах акты (Δημοσίαι χαρταν, χαρτοφυλακίον) хранились в άρχεϊον, каковой имелся у каждого государственного органа, важнейшие хранились в Акрополе и храмах.
В Риме, во время республики, квесторы охраняли главнейшие акты республики (cura tabularum publicarum), хранившиеся в aerarium. Ещё важнее почитался архив жрецов. Постановления эдилов хранились первоначально в храме Цереры, а потом вместе с постановлениями сената и консулов хранились в Капитолии. В Риме каждая фамилия дорожила своими документами и хранила их в особом помещении (tablinum), рядом с atrium.
Большое развитие получили архивы во время императоров и особенно в Восточной, Византийской империи, где главнейшие государственные документы хранились в императорском дворце — Scrinia sacri palatii. В провинциях существовали отдельные, хорошо устроенные архивы.
Средневековые властители также создали архивы, как сюзерены, так и вассалы, церковь и монастыри сооружали богатые хранилища документов, несколько позже обзавелись собственными архивами боровшиеся за свою независимость города. Нередко помещения для хранения документов оборудовались в надёжных зданиях церковных соборов, или в пристройках к ним, как, например, в Реймсе, где при реконструкции в 817—825 годах архиепископом Эббоном местной кафедральной церкви для архива впервые сооружено было отдельное здание. Архивное наследство средневековой Европы досталось новым государствам, где администрация архивного дела, особенно с сороковых годов XIX столетия, по примеру Франции получили широкое развитие.
В новейшее время архивы различаются как:
- федеральные, государственные, правительственные архивы, текущие, устроенные при каждом правительственном установлении и выделяющие свои документы, которые не требуются уже для частых справок присутственного места, в правительственные исторические архивы;
- муниципальные, или городские архивы, выделяющие свои документы, сделавшиеся историческими, или в муниципальные, или в федеральные исторические архивы;
- общественные, общинные и частные архивы, выделяющие свои документы, сделавшиеся историческими, или в правительственные, или в отдельные исторические архивы;
- те и другие, как правительственные, так общественные, общинные и частные, как исторические, так и текущие, если заключают в себе юридические документы, получают особый характер и значение по связи их как с нотариатом, так и с юридическим значением тех выписей, которые могут быть выдаваемы из архивов.

В новейшее время администрация архивного дела согласно указаниям и данным науки об архивах стремятся:
- все существующие в стране архивы (правительственные, общинные и общественные) привести в надлежащий порядок, установив точные правила относительно устройства архива и порядка ведения дел, и поставить за всеми архивами правительственный надзор;
- все исторические архивы связать в одно целое, установив точный порядок выделения из всех текущих архивов документов в ближайший исторический архив, создавая для достижения этой цели центральное управление историческими архивами;
- при центральном управлении сосредоточить общий инвентарь всех документов, хранящихся во всех исторических архивах;
- завязать сношения с центральными управлениями исторических архивов других государств, чтобы могло родиться единение исторических архивов целого мира, обеспечивающее возможность собрать полные исторические данные по вопросам, занимающим правительства или учёных.

Эти стремления в европейских государствах осуществляются различно, по различию самого устройства архивов и методов, при которых воспользовались наследством средневековых архивов.
Средневековые архивы создались под влиянием стремлений сохранить юридико-политические данные: 1) властителей и землевладельцев вообще, 2) церкви и 3) городов.
Средневековые властители, нося различные титулы, стали по примеру Рима заводить архивы, как при своём дворцовом управлении, так и при создававшихся установлениях.
С развитием ленных отношений и каждый феодал обзаводился своим канцлером и выдавал из своей канцелярии дипломы и привилегии, подобно тому как сам получал такие же акты от сюзерена, короля или императора. Рядом с этим стали развиваться частные сношения, гражданский оборот требовал составления актов по заключаемым частным сделкам.
Широкое применение в судах римского права дало направление составлению этих актов; потребовались сведущие люди для составления частных актов, получившие общее название нотариусов. Ещё в XIII столетии их было очень мало, так что землевладельцы светские и духовные прилагали заботы о подготовлении таковых. Например Бертран, епископ Меца, установляет (1297) Amanuenses как органы, к которым частные лица могут обращаться для написания сделок. Во Франции только при Филиппе Красивом (1300) издан ордонанс, воспрещающий действовать самозваным нотариусам и требующий внесения желающих составлять акты в матрикулу; в 1302 назначение нотариусов объявляется регальным правом короля, не могущим принадлежать отдельным землевладельцам, но собственно коронные нотариусы в целой Франции введены только при Людовике XIV (1691). Это название «нотариусы» дано прежним Tabellions по той причине, что составлявшиеся ими проекты актов, называвшиеся  minutes, получили официальное название notae или notulae, отсюда notaires или gardes-notes. Эти акты должны были иметь подпись нотариуса, но до XVI столетия это не всегда соблюдалось. Нередко нотариусы, кроме подписи своей, рисовали ещё различные знаки (paraphes, ruches).
Развитию актов много содействовала церковь, так как папа и епископы от себя давали привилегии и жалованные грамоты как подчинённым своим аббатствам и монастырям, так и частным лицам и городам. С другой стороны, церкви, аббатства, монастыри везде старались запастись грамотами и актами от светских властей на земли и содействовали развитию актов, удостоверяющих совершение договоров и вкладов, делавшихся частными лицами в церкви и монастыри.
Создававшиеся в средние века новые города в свою очередь содействуют нарождению актов. Основываясь и из римских колоний на земле того или другого владельца, светского или духовного, города стремились получить от него привилегию или констатирование права пользования его землёю (Stadtprivilegien, Freiheitsbrief, Handefest в Германии). Имперские города, подобно французским, получали таковую от короля или местного феодала, по смерти которого получали новую от его преемника, внося известную плату. Некоторые города, правда, не следовали общему примеру и не обеспечивали себя актами, например Майнц, не имея грамоты, объяснял, что это его прирождённые права (в памятнике 1135 года — infra sui nativi juris — «jus angebornen Rechts» приведено у Маурера, «Geschichte der St ä dteverfassung», I, § 49). Кроме этих главных городских документов, в городах создались ещё следующие роды актов:
- так как до XV столетия пути сообщения не были безопасны, то купцам необходимо было возить свои товары караванным способом, со свитою, с собственным войском, что они считали своим правом, связанным с правом городского рынка или городской площади (Marktrecht), для обеспечения чего получали особые удостоверения — Schutz- или Geleitsbriefe;
- с самостоятельностью города соединилось право городской юрисдикции — новое основание для создания документов; кроме общей городской юрисдикции, создалось право отправления специального ярмарочного суда (Gastgerichte или Messgerichte), и вся совокупность этих прав нередко подтверждалась в Messprivilegien;
- начали создаваться собственные городские постановления, касающиеся общего городского имущества, принадлежащего всей совокупности городских корпораций (Altbürger, гильдии купцов, гильдии или цеху ремесленников) и называвшегося в Германии Weichbildgüter: «orti, qui bona opidularia, quod vocatur vicbelde gud existunt»;
- с развивавшимся гражданским оборотом, вызвавшим как переход домов из рук в руки, так и залог их, создались городские книги, в которые вносились все юридические сделки, и из этих книг выделялись те, в которые вносились переходы имуществ по наследству — libri hereditatum. Первые городские книги, находящиеся в связи с морскою торговлею и с образованием первого торгового союза, Лондонской ганзы, стали вести в Антверпене, Брюгге, Генте; отсюда это перенеслось в Люттих, в северные провинции Франции, в Германию и Швейцарию. В Германии эти городские книги составили основы самобытной германской ипотеки, впоследствии совершенно видоизменённой римским правом и снова воскресающей в новейшем ипотечном законодательстве Германии.

Все указанные причины породили в средние века множество документов и актов, требовавших хранения. Первый приют для хранения актов дала церковь. Важнейшие документы старались хранить у папы (богатейший архив Ватиканской библиотеки) и епископов, а затем и каждый храм служил архивом. Но, естественно, церкви и монастыри получали на хранение только важнейшие акты. Весьма скоро города нашли необходимым устроить места хранения актов при городских советах. А затем по примеру церквей и землевладельцы стали устраивать архивы. В замках богатых землевладельцев настоятель замковой церкви, капеллан, получает прямое отношение к этому делу, так как землевладелец поручает ему хранить акты в церковной ризнице; когда в ней не хватало места, то по распоряжению капеллана для archivium или armarium отводилось особое помещение, всего чаще в башне. Так как при разрешении различных недоразумений нужно было за справками обращаться в архив, к капеллану, то начальник канцелярии, канцлер, ставился под его начальство, почему нередко канцлера делались из духовных, а иногда сам капеллан назначался канцлером. Заметно было стремление духовных делаться капелланами придворных церквей, так как это открывало им много должностей и вообще доставляло влияние. Этому стремлению духовенства старались противодействовать епископы. Работы в создавшихся архивах доставляли широкое историческое образование их хранителям: знание палеографии и дипломатики не только сделалось принадлежностью духовенства, но и множества светских архивистов, управлявших архивами и создавшись в XVIII веке целую литературу относительно архивного дела. В одной Франции, например в XVIII веке, было более 10000 различных архивов. Этим наследством средневековых архивов новейшие государства распорядились неодинаково.

## Архивы Европы по состоянию на начало XX века

### Архивы Франции
В момент первой французской революции богатым хранилищам французских документов грозила величайшая опасность. Энергичные деятели Первой республики решили сокрушить всё, что напоминало о феодальной Франции и несправедливых привилегиях и правах эксплуататоров. Де-Лаборд, небеспристрастный историк, горько оплакивающий разгром аристократии, не пожалел красок, описывая вандализм, с которым принялись разрушать архивы и сжигать старые хартии (12 марта 1792 на площади Vendôme), отбирая пергаменты на потребности артиллерии. Но уничтожено и сожжено было немного; напротив, в самый разгар страстей оказалось необходимым остановить руку разрушения и позаботиться о приведении в порядок уцелевшего. Для обеспечения выпущенных государственных ассигнаций с принудительным курсом, гарантированных продажей конфискованных земель, потребовалось отыскать эти земли и документы на них, чтобы произвести продажу. Отсюда стремление республиканского правительства создать центральное управление всеми архивами и все архивы перевезти в Париж (Камюс, Camus — гл. деятель в исполнении невозможного плана).
Любопытный период великих ошибок, из которых впоследствии выработалась замечательная государственная практика архивного дела. Наиболее широкий полёт этой идее централизации архивов думал дать Наполеон I, повелевший из всех завоёванных им мест Европы перевезти все архивы в Париж: с 1810 года началась эта гигантская перевозка в Париж архивов Италии, Германии и Голландии; 21 марта 1812 он повелел построить на левом берегу Сены, между мостами Иенским и Согласия (фр. pont d’Iena и pont de la Concorde) громаднейший замок для помещения архивов целого мира (фр. Palais des archives), но едва показался только фундамент, как мировые события уже изменились, наступил переворот 1814 года и началось обратное путешествие европейских архивов по домам. Блестящая идея Наполеона сделать Париж средоточием истории всего мира дала менее грандиозную централизацию, именно централизацию исторических архивов одной Франции (фр. Archives nationales), много обязанную своим складом указаниям Гизо (1834), работам «Ecole des Chartes» и законодательству с 1850 г. Не останавливаясь здесь на рассмотрении множества изменений с тех пор, заметим, что по декрету 21 марта 1884 всё управление архивами (национальными, департаментскими, общинными и учреждений призрения бедных, hospitalières) сосредоточено в министерстве народного просвещения, в котором с этою целью действует особая высшая комиссия (фр. Commission supérieure des archives) и 4 главных инспектора (фр. inspecteurs généraux).
Под национальными архивами (archives nationales) разумеется та совокупность документов, которую вслед за первою революциею успели собрать в Париже в предположении присоединить сюда документы из целой Франции. В действительности тут документы всех уничтоженных в революцию учреждений, действовавших на пространстве нынешнего Сенского департамента. Это не центральный исторический архив, потому что в него поступают документы из присутственных мест только Парижа, а не целой Франции. Управляющий этим архивом носит прежний, также не соответствующий своему значению, титул «Directeur des archives nationales». Он назначается, по представлению министра, президентом республики. Этот громадный архив расположен по системе и плану просвещённого архивиста, им управлявшего, Дону (Daunou, + 1840). Целая серия напечатанных инвентарей этого архива обеспечивает удобства пользования его сокровищами. Департаментские архивы, хотя задуманы были Камюсом ещё в 1796 г., но создались только в 1839 г. Каждый департаментский архив заключает в себе две части: исторический архив древних документов (до 1790) и историч. архив департамента после 1790, в который ежегодно вносятся документы из всех правит. учреждений, так как в текущем архиве каждого из них могут находиться только дела за последние пятьдесят лет. Все эти архивы устроены и ведутся по одному образцу распределения дел по категориям. Поставленные с 1884 г. введение министерства нар. просвещения (до тех пор находились в министерстве внутр. дел), они состоят в ближайшем ведении префектов, которые и назначают архивистов. Архивы общинные (фр. Archives communales) поставлены с 1842 под правительственное наблюдение — постоянное со стороны департаментского архивиста и специальное — инспектора. Для них, точно так же как и для archives hospitalières, составлены образцы инвентарей, и они обязаны ежегодно представлять отчёт, входящий в общий ежегодный отчёт о положении всех архивов, издаваемый министерством. Такая централизация исторических архивов, принёсшая много пользы, не соединила, однако, в своём управлении всех исторических архивов Франции. Напротив, вне её стоят весьма важные исторические архивы в ведении отдельных министерств: 1) архив министерства иностранных дел. Отдельные инвентари его прекрасно изданы, равно как и целые сборники дипломат. документов, из этого архива извлечённых. Историю этого архива издал Башель; 2) Архивы министерств военного и морского, заключающие в себе большие исторические архивы; 3) Нотариальные архивы, в которых собраны, согласно с законом 1791, старинные нотариальные акты. Некоторые из них, как, напр., Парижский (1862), напечатали свои инвентари; 4) Метрики — фр. Archives de l'ètat civil. Старинные метрические записи, ведённые духовенством, законом 1792 г. переданы городскому управлению.

### Архивы Италии
Архивы Италии, перевезённые при Наполеоне I в Париж и в 1814 г. снова возвращённые Италии, получили новую организацию, во многом основанную на французских началах. Отлично обработанный доклад комиссии под председательством Чибрарио (Cibrario) 1871 г. дал точные мотивы для этого нового законодательства. Теперь управление архивами сосредоточено в министерстве внутренних дел, в ведении которого имеется десять архивных округов, из коих в каждом несколько провинциальных архивов. Многие из последних представляют громадные исторические богатства, так как заключают в себе документы различных прежних итальянских правительств, таковы: архивы Неаполитанский, Венецианский, Флорентинский, который стремятся сделать центральным историческим архивом в том смысле, чтобы сосредоточить в нём карточный инвентарь всех исторических архивов Италии. Директор архивов государственных, орган министерства внутренних дел Вазио (М. X. Vasio), напечатал в 1883 подробный отчёт, в котором изложены точные указания организации и положения итальянских архивов: «Relazioni sugli Archivi di stato Italiani, 1874—1882» (Рим, 1883, in 4°). В общее управление итальянских архивов, естественно, не вошёл и стоит особняком, в папском ведении, знаменитый Ватиканский архив, созданный ещё в V столетии; до последнего времени этот архив охранялся великою тайною, и проникать в него для работ могли весьма немногие. Но новые принципы архивного склада, создавшиеся в Англии и поддержанные французскою организациею архивов, открывшихся для людей науки, проникли в нынешнее управление Ватиканского архива; в него открыли доступ учёным, но пользование им весьма трудно, за неимением печатных инвентарей. О папских архивах ср. Р. A. Munch, перев. с датского — Левенфельда, «Aussch üsse über das pä pstliche Archiv» (Берл., 1880); Г. Пальмиери, «Ad Vaticani archivi pontificum regesta manuductio» (Рим; 1884).

### Архивы Бельгии
Архивы Бельгии в деле организации их управления также значительно напоминают французские начала. Уже в 1831 г. Бельгия стала приводить в порядок доставшиеся ей архивы, заключающие в себе исторические памятники чрезвычайной важности, хранившиеся в 57 хранилищах и весьма хорошо описанные. Превосходный разбор и перечень их можно найти в отчёте просвещённого главного архивиста Бельгии, Гашара (M. Gachard, «Rapport à M. le ministre, de l’intérieur et des affaires etrangères sur les archives géné rales du royaume» (Брюссель, 1838 г.). Все эти хранилища образовали Archives générales du royaume, относительно которых издано (и теперь действующее) положение от 31 января 1870 года, вверяющее главному архивисту с тремя помощниками центральное управление всеми историческими архивами и поручающее ему ежегодно, в январе, представлять министру внутренних дел полный отчёт.

### Архивы Англии
Богатейшие исторические документы, которыми владеет Англия и которые прежде хранились во многих отдельных архивах Лондона, каковы — State-Paper-Office, Chapter-House, Westminster abbey, Rolls-Chapel, Cariton-lane, Лонд. башня — соединены в одно целое и помещены в величественном здании, начавшемся постройкою 1855 г. — Все государственные архивы Англии с 1849 г. вверены особому директору — Master of Rolls. — Теперь содержание этих важных исторических архивов Англии сделалось известным благодаря издаваемым ежегодно отчётам — «Annual report s of the deputy Keeper of the public records» (21 т. in f., изд. 1840—1861 и 26 т. in 8°, изд. 1862—1885 г.), заключ. в себе описи и инвентари. Государственные акты, долгое время хранившиеся в Foreign-Office, в 1870 внесены в этот общий исторический архив Record-Office — по предложению лорда Гренвиля, за исключением документов старейших 1810 г. Но уже давно Англия (первая из всех европейских держав) открыла доступ учёным к государственным актам: пользование ими облегчено теперь изданием с 1855 «Calendars of state papers», представляющих коллекцию в 120 т. (in 8°), разделённую на несколько серий — Domestic series, Foreign series и т. д. Доступ в величественный исторический архив Англии, Public Record Office, свободен для публики. — Архивы Шотландии, образование коих восходит к 1282 г., собраны в Эдинбурге в особом помещении, General Register House, и вверены управлению Lord Clerk Register. Архивы Ирландии испытали много превратностей. Устроенная в 1810 г. комиссия для приведения их в ясность и порядок не много успела и реорганизована в 1847 г.; архивы находятся в Дублине в различных помещениях. Комиссиею издано несколько томов «Calendars from the Irisch patent and close rolls».

### Архивы Австро-Венгрии
Архивы Австро-Венгрии — не подверглись централизации, не подчинены единому управлению: каждая страна, входившая в состав Австро-Венгерской империи, имела своё собственное управление архивами, причём всё множество церковно-монастырских архивов сохраняют самобытно свои документы. Историко-статистическое изучение австрийских архивов, весьма замечательных по содержанию и поучительных по устройству, с 1868 г. гостеприимно открывших свои двери для исследователей — впервые точно представлено Вольфом в 1871 г. (Gr. Wolf, «Geschichte der K. K. Archive In Wien»). В Вене имеется 6 больших архивов, составившихся из соединения различных хранилищ, образовывавшихся с конца XV века:
- 1) Das Geheime Haus-Hof- u. Staatsarchiv. Главною основою этого архива было создавшееся при Марии Терезии по плану министра Бартенштейна хранилище, в которое выделены из многочисленных архивов все государственные документы, доказывавшие права Марии Терезии. Это хранилище было поручено весьма замечательному по образованию архивисту Розенталю (+ 1779);
- 2) Архив министерства финансов, с специальною богатою библиотекою по финансам;
- 3) Архив министерства внутренних дел, бывший ещё в XVIII столетия в хаотическом состоянии, приведённый в порядок Роспером и его преемником ф. Эйссеном, заключает в себе документы всей внутренней политики Австрии с XVI века. В связи с архивом специальная библиотека министерства;
- 4) Архив военного министерства — имеет коллекцию планов крепостей с половины XVII ст.;
- 5) Архив министерства юстиции — акты с XVII века, приведённые в отличный порядок;
- 6) Архив министерства просвещения — богатые материалы для истории университетов.

### Архивы Германии
Архивы Германского королевства, испытавшие немало бедствий, начиная с XVII столетия, как хранилища императорских сеймов и канцелярий, пропутешествовали при Наполеоне I в Париж, возвратились в 1814 г., документы из коих во множестве утеряны, распределились по архивам отдельных германских государств. Из архивов отдельных германских государств важнейшие: — баварские, как по удобству и роскоши помещения, так и по богатству инвентарей и по доступности для исследователей. Многочисленные хранилища исторических документов, уже с XIV ст. вызывавшие к себе внимание правителей, соединились в XIX ст., именно с 1837 г., в 8 местных или областных архивов (Landarchiven), поставленных в непосредственную связь, под центральное управление главного Мюнхенского архива (Allgemeines Reichsarchiv). Последний помещён в образцовом, специально для него построенном здании, в нём соединены старинные секретные королевские архивы (Geheimes Haus-Archiv и Geheimes Staats-Archiv), в него определено свезти со всего королевства исторические документы до 1400 г. Вверенный особому директору и состоящей при нём коллегии, этот архив не только имеет в своём ведении 8 областных архивов и 4 специальных исторических архива (в Вюрцбурге, Бамберге, Нюренберге и Шпейере), но и сосредоточивает у себя карточные инвентари всех этих архивов. Здесь централизация исторических архивов, обеспечивающая возможность скорейших справок, достигла наибольшего и наиудачнейшего развития. Печатных полных инвентарей ещё нет, хотя уже было много попыток: ещё в XVIII столетии Академия наук издала сборник документов некоторых частей этого архива под названием «Monumenta boica» (40 томов), потом составлен указатель «Regista boica» (13 т.) и несколько подробных изданий отдельных частей этого архива. При архиве специальная богатая библиотека и особые курсы для подготовления архивистов (см. статью директора этого архива Ф. Легера, напис. для «Сборника СПб. археолог, института», и помещ. в его кн. 2 и 3, в переводе г. Лялина. Ср. Гашара (M. Gachard), «Une visite aux archives et à la Bibliothèque royale de Munich» (Брюссель, 1864 г.).
Архивы Пруссии вызвали к себе внимание правительства только в XIX ст. В 1810 года предположено было создать центральное управление всеми архивами Пруссии, и оно возложено было на государственного канцлера графа Гарденберга, которому не удалось выполнить этой задачи, и после его смерти (1823) управление вверено двум министерствам — Двора и иностранных дел. Два главные архива в Берлине — Das geheime Staatsarchiv u. das Kabinet — Archiv, хорошо устроенные и описанные, оставались до 1852 раздельными, несмотря на то, что хранящиеся в них документы однородны. В 1852 г. эти два старинные и важнейшие архива соединены в один — Das geheime Staats-Archiv, значительно обогатившийся в 1866 г.: Бавария передала Пруссии имевшиеся в Бамбергском архиве важные для Пруссии документы Бранденбургского маркграфства. Этот архив остался разделённым на две части по той причине, что каждая часть (прежние архивы) приведена в самостоятельный порядок и имеет инвентари. А. вверен президенту министерства, и ему поручено было достигнуть централизации архивного дела доставлением этому архиву значения центрального, начальствующего над провинциальными архивами (в Кёнигсберге, Штеттине, Бреславле, Магдебурге, Мюнстере, Кобленце, Дюссельдорфе, Ганновере, Гиссене, Идштейне, Зигмаринене и Познани). С присоединением Эльзаса-Лотарингии Пруссия получила богатые архивы Страсбурга, описанные Брукером (J. С. Brucker, «Les archives de la ville de Strasbourg ant érieures à 1790», Страсб., 1873).
В остальных германских государствах заметны в новейшее время стремления поставить архивы на основания, подобные баварским.

### Архивы России

#### История архивов в России
Название «архив» появилось в русском законодательстве впервые при императоре Петре I, но понятие о хранении актов и создание различных способов такого хранения известно России издавна — с тех пор, как начали распространяться письменные акты и поднялся вопрос об их хранении. Прежде всего письменные акты стали распространяться в Великом Новгороде и Пскове, под влиянием церкви и частых сношений с народами Европы.
Первоначально и здесь юридические сделки отмечались на берёсте, но по настоянию судебной практики (Псковская судная грамота, ст. 14, 28, 30, 38 и др. по изд. Энгельмана) вместо досок стали распространяться письменные акты. К XV веку сформировался в основном Государственный архив Новгородской феодальной республики. Согласно разысканиям И. П. Шаскольского, этот обширный архив вовсе не был, как это считалось ранее, уничтожен великокняжеской властью после присоединения Новгорода к Москве в 1478 году, а просто был заброшен в неприспособленном здании на Ярославовом Дворище, где в течение ряда лет пришёл в естественную ветхость. Этот факт свидетельствует о недостаточном внимании к сохранению исторических документов со стороны властей Русского централизованного государства XV—XVII вв.
Во Пскове те акты считались вне спора, которые вносились в ларь св. Троицы, то есть записывались в содержавшиеся там для сего книги. Таким образом, для Пскова ларь св. Троицы играл издавна роль нотариального архива. Когда гораздо позже, именно в XVI ст., и в Москве вошло в употребление излагать юридические сделки письменно (см. Грамоты, Кабалы), то важнейшие акты, составлявшиеся у площадных подьячих, повелевалось являть в приказах по принадлежности, для занесения их в Приказные книги, дабы делать такие акты крепкими (крепости).
Таким образом, хранение актов сознавалось уже давно в России как необходимость: церкви и монастыри сделались приютом для массы документов, затем в московских приказах и воеводских избах дьяками установлен был точный метод хранения актов, хотя, к сожалению, не устраивали особых, безопасных от огня помещений для такого хранения. Эти московские порядки хранения актов не удовлетворяли великого преобразователя России.
В Генеральном регламенте коллегиям отдельная XLIV глава посвящена архивам. По этому законоположению установлено два архива — один, общий для всех коллегий, в специальном ведении коллегии иностранных дел, другой — финансовый, под наблюдением Ревизион-коллегии. При этом поставлено общее правило, что в канцеляриях и конторах оконченные дела и документы могут лежать только три года, а затем должны быть сдаваемы в архив под расписку архивариуса (1-е П. С. № 3534). Это коротенькое постановление вызвало на практике стремление коллегий стянуть в свои архивы дела из прежних приказов по принадлежности. Устроена была по смерти Петра I весьма важная по её докладам Сенату архивная комиссия. Между прочим, справедливые заботы вызвала вотчинная коллегия (преобразованная из вотчинной конторы при юстиц-коллегии), которая не могла действовать без дел поместного приказа — поместных и вотчинных. Почему сенат уже в 1827 повелел для хранения вотчинных дел образовать государственный архив, переписав все столбцы вотчинной коллегии в тетради (4823); о содержании этого архива в порядке сенат прилагал немало стараний.
При закрытии вотчинной коллегии при Екатерине II, архив этой коллегии был оставлен в виде «самостоятельного установления» под названием «Архив древних поместных и вотчинных дел», и впоследствии вошёл в «Московский архив министерства юстиции». Сенату принадлежала и забота о развитии воззрений Петра I на архивы и относительно губерний: в 1736 он делает общее распоряжение, чтобы во всех губерниях и провинциях «сделать по две палаты каменные, от деревянного строения не в близости, со своды и полы каменными и с затворы и двери и решётки железными, из которых бы одна была на архиву, а другая на поклажу денежной казны» (№ 6875). При реформах императрицы Екатерины II вследствие закрытия множества установлений потребовалось устроить для сохранения их дел два исторические архива — С.-Петербургский и Московский архивы старых дел. — Таким образом, благодаря заботам Сената в XVIII веке весьма много документов и дел было сохранено, и к реформам XIX века подготовлены важные исторические документы. Законодательство XIX века, во-первых, провело общие положения относительно архивов присутственных мест и, во-вторых, дало отдельные уставы историческим архивам, не решившись до сих пор выступить на путь их обобщения и создания для исторических архивов центрального управления.
Общие положения об архивах при кодификации вошли в учреждение министерств и в общее губернское учреждение. В общем учреждении министерств (1811), создавшем одинаковый для министерств порядок делопроизводства и ведения исходящих бумаг, поставлено, что отпуски всех бумаг прилагаются к делам и отдаются в своё время, при надлежащих описях в архив. Из архива никакое дело и никакая выписка не исходит вне департамента, без точного приказания директора; в департамент же дела и выписки обращаются по запросам начальника отделения. В общем губернском учреждении помещены следующие общие постановления об архивах. Различены архивы присутственных мест таким выражением: "Архив в присутственном месте есть двоякий: текущий и оконченных дел (окончательный). Оконченные дела не должны быть удерживаемы в канцеляриях без сдачи в архив далее трёх лет после их окончания. Даны общие указания, как содержать в архиве опись по алфавиту и по номерам, а на присутствие возложена обязанность свидетельствовать архив не менее одного раза в год. Для разбора и уничтожения архивных дел указывается учреждать особые комиссии, причём для руководства таким комиссиям в законе (ст. 828) даётся определение, какие роды дел подлежат через десять лет уничтожению (Св. Зак., т. II, ч. 1, изд. 1876 г.; Общее губ. учр., ст. 62-72, 822—831). Эти общие правила в течение времени разъяснялись и дополнялись особыми инструкциями отдельных ведомств, почему возникла мысль на Втором археологическом съезде (в Петербурге, 1872) по предложению Н. В. Калачова (см. Археологические институты) ходатайствовать перед правительством об учреждении временной комиссии из представителей различных ведомств, чтобы обсудить все вопросы относительно устройства архивов и хранения в них документов. По этому ходатайству в 1873 г. состоялось высочайшее повеление об учреждении с этою целью, под председательством Н. В. Калачова, временной комиссии об устройстве архивов. Но за кончиною Калачова (25 окт. 1885) работы комиссии приостановились, и реорганизации нашего архивного склада не последовало. На последнем археологическом съезде в Москве (в январе 1890) поручено Археологическому институту возбудить ходатайство о приведении архивов в губерниях в лучший порядок и единение.
Отдельные крупные исторические архивы в России — следующие:
1) Архив Государственного совета, дела которого до 1886 г. находились в одном помещении с архивом Прав. сената, а в 1886 г. перемещены во вновь построенное роскошное здание (в Миллионной улице) с богатыми внутренними приспособлениями. В 1863 г. состоялось высочайшее повеление составить систематическое описание архива Госуд. совета и Госуд. канцелярии. Эта работа была поручена Н. В. Калачову и проф. И. Н. Чистовичу. На Калачова, сверх общей редакции, возложено было описание журналов, протоколов и др. материалов, хранящ. в архиве со времени его образования в 1810 г., с подразделением по царствованиям, а на Чистовича — описание материалов, относ. к действиям прежних Советов до 1810 г. Часть работы, возложенной на г. Чистовича, им выполнена: в 1869 г. издан 1 том, в двух частях, заключающий в себе протоколы Совета при дворе императрицы Екатерины II.
2) Состоящие в ведомстве министерства иностранных дел: а) Государственный архив в Петербурге, учреждённый при открытии этого министерства вместо коллегии иностранных дел; в него тотчас были переданы бумаги, найденные в кабинет Екатерины II; по кончине Александра I — все бумаги, относящиеся ко вступлению на престол Николая I, затем дела следственной комиссии и Верховного суда 1825 г.; с 1827 г. стали передавать кабинет Петра В. и кабинетские дела последующих царствований; в 1829 г. повелено выделить сюда из архива коллегии иностранных дел бумаги, касающиеся императорской фамилии, и следственные и уголовные производства по делам особенной важности. В 1834 г., с упразднением Архива старых дел, часть документов, и весьма важных, XVII ст. передана в этот архив. Расположенный в роскошном помещении министерства, этот архив, состоящий в ведении особого управляющего (при коем старшие и младшие архивариусы), допускает посторонних лиц к занятиям только по особому высочайшему разрешению, так как его дела составляют государственную тайну. Много важных исторических работ совершено нашими учёными на основании сокровищ этого архива. б) Московский главный архив — богатейшее хранилище важнейших исторических документов России. Устроенный при Петре В. в Москве, при конторе коллегии иностранных дел, этот архив принял все дела бывшего Посольского приказа. Разобраться с этою массою дел и привести архив в порядок долго не удавалось, несмотря на требование Коллегии иностранных дел. В 1762 г. этот архив перевели из неудобного помещения в кремлёвских палатах в нанятый дом Ростовского подворья (на Варварке), тоже весьма неудобный для архива. Но уже в 1766 г. начинается новая эра для этого архива: он вверен управлению знаменитого нашего историографа Миллера. По его ходатайству архив переведён в новое помещение, в купленный для него дом князя Голицына (близ Покровки, у Вознесенского монастыря; в этом помещении архив пребывал до новейшего времени, до 1875 г.). Им же положены основы и для правильного разбора дел архива, и по его ходатайству в 1788 г. повелено было завести при этом архиве особую типографию «для печатания сочиняемого по указу 28 января 1779 г. собрания древних и новых трактатов между Россиею и другими державами и новых публичных актов, також и прочего, что до Российской истории касается» (№ 15663). Успех деятельности Миллера много обеспечили его сотрудники — Н. Н. Бантыш-Каменский, Соколовский и Стриттер. Первый из них и был преемником Миллера по управлению архивом (1783—1814 гг.), успевшим блистательно осуществить начала Миллера. Преемниками Бантыш-Каменского были: А. в. Малиновский (1814—1840), кн. Оболенский, а теперь директором состоит барон в. А. Бюллер. Архив с 1876 г. помещается в превосходном здании (на Воздвиженке, близ Кремля). В архиве этом хранятся дела посольского приказа и коллегии до 1801 г. и составляют два особые отдела: госуд. актов и дипломатический. Дела последнего расположены по государствам. Для издания важнейших актов, в архиве хранящихся, по мысли Миллера, осуществлённой в 1811 г. по представлению канцлера графа Н. П. Румянцева, при архиве устроена комиссия печатания государственных грамот и договоров. На пожертвованные гр. Румянцевым 25 тыс. р. издано было «Собрание госуд. грамот и договоров» (5 т.), и затем издания архива продолжаются.
3) Архив Святейшего Синода, помещённый в здании Синода (в 1889 г. его помещение расширено и приспособления улучшены), содержащий в себе немного актов ранее 1721 г. (2 акта XVI ст., 15 — XVII, 70 актов XVIII), представляет замечательное богатство исторических актов со времени учреждения Св. Синода. Были давно попытки составления выборок или указателя из этого архива (А. П. Куницына, 1836 г., Н. И. Волобуева, 1864), но эти указатели не были напечатаны. В 1865, по представлению просвещённого управляющего архивом, покойного Н. И. Григоровича, с высочайшего соизволения устроена особая комиссия под председательством А. Ф. Бычкова для рассмотрения тех 44000 дел, которые были отобраны для уничтожения. Комиссия нашла необходимым, и это было одобрено Св. Синодом, начать рассмотрение и описание дел в хронологическом порядке, что привело комиссию к составлению двух замечательных изданий, на печатание первых томов которых явились частные пожертвования: 1) «Описание документов и дел, хранящихся в архиве Св. Синода» — уже издано 7 томов, представляющих образцовое в научном и практическом отношении описание архива, и 2) «Полное собрание постановлений и распоряжений по ведомству православного исповедания» (тоже напечатано 6 томов).
4) Московский архив министерства юстиции, помещающийся с 1886 г. в особом, специально для этого архива построенном заботами покойного директора его Н. В. Калачова здании (на Девичьем поле), образован под этим названием в 1862 г. для хранения дел Прав. Сената до 1801 г. (дела Сената с 1801 г. хранятся в самостоятельном архиве при Прав. Сенате в Петербурге, и указатель одной его части издан П. И. Барановым, 3 т., 1872—1878), почему в этот архив и сданы были дела как Прав. Сената, так и всё, что хранилось под ведением Сената из упразднённого архива вотчинной коллегии и Моск. архива старых дел, а равно из упразднённых судебных установлений. Этот архив представляет богатейшее хранилище документов о службе (разрядный архив), о поземельной собственности (основою этого архива служат дела поместного приказа) и судопроизводстве с XIII до конца XVIII ст. Назначенный директором этого архива П. И. Иванов издал «Описание архивов разрядного (1842 г.) и старых дел (1850)», но описание весьма неполное и малоудовлетворительное. Точное описание этого архива началось, когда директором его сделался Н. В. Калачов. В изданной в 1869 г. 1-й книге этого описания помещён общий указатель всех материалов, которые заключал в себе архив в 1869, далее в той же книге и во 2-й помещена опись «писцовым переписным, дозорным, перечневым, платёжным и межевым книгам». — Осуществление мысли Калачова относительно составления точного справочного указателя всего содержащегося в архиве продолжается и теперь: преемником Калачова Н. А. Поповым издана «Памятная книжка Моск. архива мин. юстиции» (Москва, 1 890 г.), в I отделе которой помещён «Состав архива и обозрение хранящихся в нём документов», в отд. II — «Управление архивом и его деятельность», а в особом приложении — 6 чертежей, изображающих здание архива с объяснениями). Кроме этих указателей и различных научных изданий архива (См. «Памятн. Кн.», гл. IX, стр. 200 и сл.), часть его, именно документы Прав. Сената, подверглась научному описанию и изданию. В 1872 г. акад. Куник предложил Академии наук приступить к описанию и изданию архива Прав. Сената; предложение его было принято, и Академия вверила это дело Н. В. Калачову. В Московском архиве мин. юст. всех книг, кас. Сената при Петре I, находится 429; собственно Сенату принадлежит 58, а остальные — учреждениям, при нём состоявшим. При жизни Калачова началось издание этой замечательной серии архивных документов под заглавием «Доклады и приговоры Прав. Сената» (1 т., за 1711, выш. в 1880, 2 т., за 1712, в двух книгах — 1882, 1883). По смерти Калачова редакция этого издания поручена академику генералу Дубровину, и под его редакциею изданы уже следующие два тома (СПб., 1889).
В 1887 г. передан в этот архив самостоятельный исторический архив — Литовская Метрика, находившийся до тех пор (с 1796) в Петербурге, при 3 департаменте Правительствующего Сената. Некоторые части этого архива описаны: М. Зельверовича, «Литовская Метрика при Правительствующем Сенате» (СПб., 1883), С. Л. Пташицкого, «Описание книг и актов Литовской метрики» (СПб., 1887).
5) В ведомстве министерства народного просвещения состоят два исторические архива: центральные архивы Киевский и Виленский.
а) Киевский — учреждён по высочайшему повелению в 1852 г., при университете св. Владимира, для хранения древних актовых книг губерний Киевской, Подольской и Волынской. Учреждение его состоялось по инициативе главного деятеля временной комиссии, открытой в 1843 для разбора древних актов при киевском военном, подольском и волынском генерал-губернаторе, — профессора Н. Д. Иванишева. Описание этого архива пошло успешно под руководством г. Царевского (с 1866): четыре описи актовых книг напечатаны в 1869. Всего книг в архиве 5883, ежегодно описывается до 5 книг. Издание исторических материалов этого архива предприняла Киевская археографическая комиссия, изд. с 1859 г. «Архив Юго-Западной России». См. И. Куманина, «Киевский центральный архив», помещ. в «Сборнике Археологического института», кн. V; Сторожева, «Отчёт о занятиях в архивах киевском центральном и яготинском кн. Репнина», помещ. в «Киевских университ. известиях», 1886, ноябрь).
б) Виленский центральный архив образован одновременно с киевским для хранения актов, хранившихся до тех пор в различных установлениях Виленской, Гродненской, Ковенской и Минской губ. С 1853 началась и продолжалась в течение 10 лет перевозка актов. Всех книг в архиве собрано 17767, из коих актовых крепостных 3974. Управление вверено было Н. Горбачевскому, который издал (1872) каталог древних актовых книг. Изданием актов, содержащихся в этом архиве, занята Виленская археографическая комиссия. См. Лялина, «Виленский центральный архив», пом. в «Сборнике Археолог. института», кн. I.
6) Совершенно однородный с виленским, но состоящий в ведомстве министерства внутренних дел Витебский центральный архив, учреждённый тем же высочайшим повелением 1852 для хранения древних актов двух белорусских губерний — Витебской и Могилёвской, начал действовать с 1863 г. Помещённый довольно неудобно, в здании прежнего костёла, вместе с архивом губернского правления, витебский архив заключает в себе 1823 актовых книг. Вверенный просвещённому архивариусу А. М. Созонову, архив описывается: с 1871 г. начали издаваться акты этого архива под заглавием «Историко-юридические материалы, извлечённые из актовых книг губерний Витебской и Могилёвской». См. Лялина, «Витебский архив», в «Сборнике Археологического института», кн. III и IV.
7) Военно-учёный архив Главного штаба. Начало его восходит к концу XVIII стол.: 13 ноября 1796 состоялось высочайшее повеление об упразднении департамента Генерального штаба и о передаче находившихся там карт и планов в образованное Собственное Его Величества депо карт. В это хранилище стали поступать рукописи и дела из частных хранилищ, между прочим, от гр. Аракчеева. В 1812 г. оно преобразовано в военно-топографическое депо, и при нём образован архив, в который по высочайшему повелению были передаваемы различные документы. Этот архив преобразован в 1867 г. в Военно-учёный архив Главного штаба, после приведения его в порядок комиссиею, действовавшею с 1863 г. под председательством известного историка генерала М. И. Богдановича. С 1886 г. управление архива приступило к печатанию каталога «Каталог Военно-учёного архива Главного штаба. Материалы о войнах, в которых участвовали русские войска», вып. I. (СПб., 1886).
8) Архив морского министерства, образовавшийся из старого архива, учреждённого в 1724 г. при Адмиралтейств-коллегии. При преобразовании морского министерства в 1827 из архива составлено особое (третье) отделение инспекторского департамента и учреждена комиссия для разбора архива, но приведение в порядок шло медленно за отсутствием описей. Только в 1873 г. последовало высочайшее повеление об учреждении «Комиссии для разбора и описания дел архива за время до 1805 г. и для издания составленных ею описаний». Поставленная под председательство адмирала Веселого, комиссия с полным успехом стала выполнять возложенное на неё поручение. С 1877 г. началось издание «Описания дел архива морского министерства за время с половины XVII стол. до начала XIX ст.»
9) Кроме множества важных исторических документов, хранящихся в петербургском и московском архивах дворцовых ведомств министерства императорского двора, и архивы собственной Его Императорского Величества канцелярии представляют богатые хранилища исторических документов. Архив бывшего 1-го его отделения приведён в порядок, и начато печатание его описания. В 1868 высочайше повелено было приступить к разработке документов царствования Николая I и напечатать сборник документов, представляющих особый научный интерес. При особых попечениях статс-секретаря Танеева, управлявшего I-м отделением, уже в 1876 г. издан первый выпуск «Сборника материалов», извлечённых из этого архива. Из богатого архива бывшего II-го отделения, ныне кодификационного отдела, весьма важные выборки помещаются в «Сборнике русского исторического общества».
10) Губернские исторические архивы см. Архивные учёные комиссии губернские.

#### Современные российские архивы
Федеральные архивы
- Государственный архив Российской Федерации (ГАРФ)
- Российский государственный архив древних актов (РГАДА)
- Российский государственный исторический архив (РГИА)
- Российский государственный военно-исторический архив (РГВИА)
- Российский государственный архив военно-морского флота (РГАВМФ)
- Российский государственный архив экономики (РГАЭ)
- Российский государственный архив литературы и искусства (РГАЛИ)
- Российский государственный архив кинофотодокументов (РГАКФД)
- Российский государственный архив социально-политической истории (РГАСПИ)
- Архив Президента РФ (АП РФ)
- Российский государственный военный архив (РГВА)
- Российский государственный исторический архив Дальнего Востока (РГИАДВ)
- Российский государственный архив научно-технической документации (РГАНТД)
- Российский государственный архив фонодокументов (РГАФД)
- Российский государственный архив новейшей истории (РГАНИ)

Муниципальные архивы города Москвы
- Главное архивное управление города Москвы (Главархив Москвы)
- Архивные отделы по административным округам города Москвы
- Центральный архив города Москвы (ЦАГМ)
- Центральный исторический архив Москвы (ЦИАМ)
- Центральный архив научно-технической документации Москвы (ЦАНТДМ)
- Центральный архив общественно-политической истории Москвы (ЦАОПИМ)
- Центральный архив электронных и аудиовизуальных документов Москвы (ЦАЭиАДМ)
- Центральный московский архив-музей личных собраний (ЦМАМЛС)
- Центральный архив документов о трудовой деятельности граждан города Москвы (ЦАДТДГМ)

Общественные архивы
- Народный архив

Региональные архивы
- Архивное управление правительства Чеченской Республики (АУП ЧР)
- Государственный архив Пермского края (ГКБУ «ГАПК»)
- Государственное казённое учреждение Новосибирской области «Государственный архив Новосибирской области»

### Другие
Архивы Моравии хранятся в Брно, Штирии — в Граце, Тироля — в Инсбруке, Богемии — в Праге. Архивы Венгрии собраны в Будапеште, сравнительно недавно — из различных архивов канцелярии, из архивов Трансильвании, из Archivium regnicolare и из архивов Палатинов, к которым с 1876—1882 гг. присоединились выборки из многих местных архивов. Архив Республики Сербской хранит документацию и архивные материалы со всей территории государственного образования.